# Туаєв Казбек Алієвич
Казбек Алієвич Туаєв (рос. Казбек Ильич (Алиевич) Туаев, азерб. Kazbek Əlirza oğlu Tuayev, нар. 9 травня 1940, Алят) — радянський футболіст, що грав на позиції нападника. По завершенні ігрової кар'єри — футбольний тренер.
Більшу частину кар'єри провів у «Нефтчі», а також зіграв кілька матчів за національну збірну СРСР. Майстер спорту СРСР (1963).

## Клубна кар'єра
У дитинстві був досить різнобічним спортсменом. Мав 1-й розряд з гімнастики, плавання, легкої атлетики та штанзі. Тим не менш найбільше захоплювався футболом. Розпочав грати у футбол у «Локомотиві» (Баку) з 1954 року.
У дорослому футболі дебютував 1959 року виступами за команду «Спартак-Нальчик» з Першої ліги. У «Спартаку» змушений був грати через те, що тренер «Нафтовика» Олег Тімаков не хотів брати в команду молодих футболістів. Через рік перспективним футболістом цікавилися багато клубів класу «А», але через проблеми з армією повернувся в Баку, і став виступати за «Нефтчі». Відіграв за бакинську команду наступні дев'ять сезонів своєї ігрової кар'єри. Більшість часу, проведеного у складі бакінського «Нефтчі», був основним гравцем атакувальної ланки команди.
У 1970 році після кількох матчів за «Нефтчі», змушений був піти у «Спартак» (Орджонікідзе) через конфлікт з тренером Ахмедом Аласкаровим. Проте вже на наступний рік повернувся в рідну команду, де ще два роки відіграв диспетчером, після чого завершив ігрову кар'єру.

## Виступи за збірну
У жовтні 1967 року провів два товариські матчі у складі національної збірної СРСР проти Швейцарії (2:2) та Болгарії (2:1). Раніше, 20 червня того ж року, Туаєв зіграв за збірну у неофіційному матчі проти збірної Скандинавії.

## Кар'єра тренера
З серпня 1970 року, коли виступав за «Спартак» (Орджонікідзе), паралельно працював і головним тренером команди. Після завершення ігрової кар'єри з липні 1973 року знову очолював орджонікідзенську команду.
Надалі очолював команди «Хазар-Ланкаран» та «Нефтчі», після чого з липня 1984 року був директором РСДЮШОР «Нефтчі».
У серпні 1987 року відправився за кордон, очоливши туніський «Клуб Африкен», з яким працював три сезони і у 1988 році дійшов з командою до фіналу Кубка арабських чемпіонів, де поступився саудівському «Аль-Іттіфаку» в серії пенальті.
1990 року повернувся до Баку, де знову працював з «Нефтчі», а з 1992 року до першого чемпіонату Азербайджану очолив бакинський клуб «Таррагі», який з наступного сезону отримав назву «Азнефтяг».
У 1993—1995 роках очолював «Туран», з яким у 1994 році став чемпіоном Азербайджану, паралельно тренуючи збірну Азербайджану.
Надалі Туаєв ще кілька разів очолював «Нефтчі» та збірну Азербайджану, вигравши із «нафтовиками» чемпіонат Азербайджану у 1996, 1997 і 2004 роках, а також національний кубок у 1996 і 2004 роках.

## Особисте життя
Президент Союзу футбольних тренерів Азербайджану.
За національністю — осетин. Сини: Олександр (програміст, Канада) і Сергій (лікар-стоматолог, Росія).

## Досягнення

### Як гравець
- Віце-чемпіон Європи: 1964
- У списку 33 найкращих футболістів сезону: 1963, 1966, 1967.
- Майстер спорту СРСР: 1963

### Як тренер
- Чемпіон Азербайджану: 1994, 1996, 1997, 2004
- Володар Кубка Азербайджану: 1995-96, 2003-04
- Нагороджений орденом Азербайджану «Слава»: 2000